# Das Leben geht weiter (Fernsehsendung)
Das Leben geht weiter war eine wöchentliche Reportagensendung des österreichischen Privatfernsehsenders ATV. Im Herbst 2008 befragte der Moderator Max Moor Personen in Krankenhäusern und unterhält sich mit ihnen unter anderem über die Gründe ihres Aufenthalts. Gedreht wurde in der Universitätsklinik Salzburg, im Lorenz Böhler Krankenhaus in Wien sowie im Landeskrankenhaus Eisenstadt.